# Onno Boelee
Onno Boelee (* 30. Juli 1945 in Rotterdam, Niederlande; † 18. Dezember 2013 in Auckland, Neuseeland) war ein neuseeländischer Schauspieler, Stuntman und ehemaliger Wrestler niederländischer Herkunft.

## Leben
Onno Boelee wurde kurz nach Ende des sogenannten Hungerwinters in Rotterdam als Sohn von Anneke und Bram Boelee, einem Ingenieur, geboren. Sein älterer Bruder, Rudolf, immigrierte 1963 nach Neuseeland und Onno folgte ihm ein Jahr später, nachdem er das 18. Lebensjahr erreicht hatte. Dort arbeitete der bereits damals körperlich recht stabil gebaute Niederländer zunächst als Türsteher für einen Nachtclub in Auckland. Daneben begann er ausgiebiges Krafttraining zu betreiben, da er eine Karriere in der Wrestling-Branche anstrebte. Sein erstes Engagement hatte er 1970 bei Ernie Pinchers und South Pacific Wrestling. Anschließend tourte er als Mitglied von All Star Pro Wrestling mehrere Jahre durch Neuseeland und absolvierte in dieser Zeit verschiedene Matches. Besonders erwähnenswert war ein Team-Kampf gegen André the Giant, der 1972 im ausverkauften YMCA-Hauptquartier in Auckland stattfand. 1974 hatte Boelee zudem ein Engagement in Japan, wo er für Giant Baba und All Japan Pro Wrestling arbeitete. Einen weiteren Karriereschub erfuhr Boelee 1975, als er fester Bestandteil der Wrestling-Fernsehshow On the Mat wurde. Im Rahmen der Ausstrahlung hatte er dort Matches gegen verschiedenste Gegner, darunter auch gegen international bekannte Kampfsportler wie Abdullah the Butcher und The Sheik.
Nach 1976 zog sich Boelee weitestgehend aus dem Wrestling-Business zurück und fand neue Aufgabenfelder im Fernseh- und Filmbereich, wo er regelmäßig Engagements als Stuntman und Charakterdarsteller bekam. Sein Schaffen in der Branche umfasste in den 1980er Jahren hauptsächlich kleinere Nebenrollen in neuseeländischen Independentfilmen sowie in Hongkong-Filmen. Dem Fernsehpublikum ist er vor allem durch seinen Auftritt als Riese „Gargan“ in Hercules und das vergessene Königreich (1994), der vom Titelcharakter mit wenigen Schlägen außer Gefecht gesetzt wird, in Erinnerung geblieben. Anfang der 1990er Jahre machte Boelee sich außerdem mit einer privaten Sicherheitsfirma, welche vor allem für die neuseeländische Film- und Fernsehindustrie tätig war, selbstständig. Er starb im Dezember 2013 an den Folgen einer längeren Leukämie-Erkrankung.

## Filmografie
- 1981: Prisoners
- 1984: Other Halves
- 1984: Second Time Lucky
- 1986: Mad Mission 4: You Never Die Twice (Zuijia paidang zhi quinli jiu chaipo)
- 1986: Legacy of Rage (Long zai jiang hu)
- 1988: Beyond Gravity
- 1994: Hercules und das vergessene Königreich (Hercules and the Lost Kingdom) (Fernsehfilm)
- 2000: Sci-Fi Betty (Kurzfilm)
- 2004: Power Rangers Dino Thunder (Fernsehserie, 2 Episoden)
- 2006: Maddigan’s Quest (Fernsehserie, 1 Episode)
- 2006: Street Legal (Fernsehserie, 1 Episode)